# 哈德利峰
哈德利峰（英語：Hadley Peak），是南極洲的山峰，位於埃爾斯沃思地，屬於蒂爾山脈的一部分，海拔高度2,660米，由美國地質調查局命名，現時由南極條約體系管理。